# Plus fort qu'un roc
Plus fort qu'un roc (Between a Rock and a Hard Place en version originale en anglais) est une autobiographie d'Aron Ralston parue en 2004. Elle raconte les événements vécus par l'auteur lorsque ce dernier a été pris au piège en avril 2003 à l'intérieur d'une faille du Blue John Canyon, dans le désert de l'Utah.
Le livre a été adapté au cinéma en 2010, dans le film 127 heures, par Danny Boyle ; le rôle d'Aron est interprété par James Franco.

## Résumé
Ralston parle de son enfance, de son intérêt pour le plein air après avoir déménagé de l'Indiana au Colorado, intérêt devenu une obsession qui l'amène à quitter sa carrière d'ingénieur chez Intel pour pouvoir pratiquer le plus possible son hobby. 

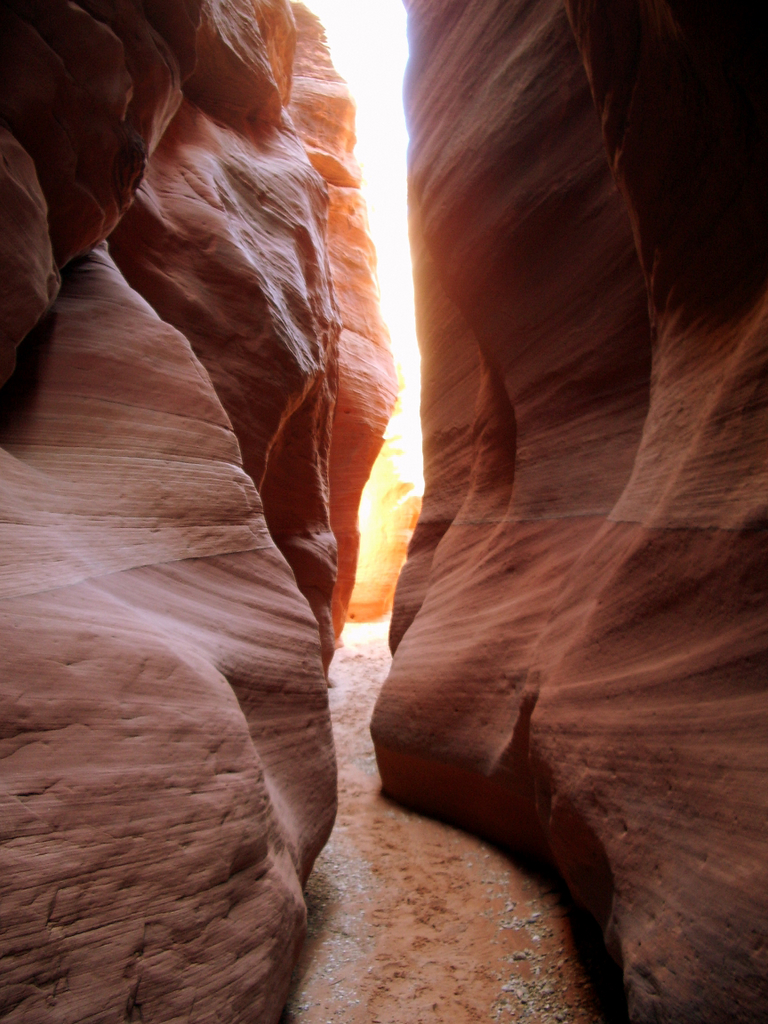
Aron Ralston a été pris dans un canyon en fente.

Aron Ralston quitte son domicile le vendredi 25 avril 2003 au soir afin de visiter le Blue John Canyon en Utah sans avertir quiconque de son entourage de ses plans. Le lendemain, il commence son parcours dans le canyon. Il effectue une chute dans une faille et son bras droit se coince entre la paroi et une pierre. N'ayant que peu de nourriture et d'eau, il tente pendant plusieurs jours de se libérer.
Sans espoir d'être secouru, déshydraté et souffrant d'hypothermie, il s'échappe en s'amputant l'avant-bras à l'aide d'un couteau multifonctionnel de fortune. 
Les chapitres du livre alternent entre narration de la situation présente et retour sur la vie passée de Aron Ralston.